# The Carpet Crawlers
"The Carpet Crawlers" (a veces también llamada "Carpet Crawl", "The Carpet Crawl" o "Carpet Crawlers") es una canción del grupo británico de rock progresivo Genesis, publicada en su álbum conceptual The Lamb Lies Down on Broadway de 1974.

## Historia
"The Carpet Crawlers" fue seleccionada para el segundo single de "The Lamb Lies Down On Broadway", acompañada por la canción "Evil Jam" en el lado-B, y lanzado en abril de 1975. "Evil Jam" es una interpretación en vivo de "The Waiting Room", también del álbum The Lamb Lies Down on Broadway. Fue grabada el 24 de enero de 1975 en la ciudad de Los Ángeles. El resto del concierto fue sacado en 1998, en los dos primeros discos de la caja Genesis Archive 1967-75.
Las estrofas de la canción están cantados con el registro más bajo de la voz de Gabriel, desarrollándose suavemente con el doble hi-hat de Phil Collins y los arregios de Tony Banks, guardando ciertas similitudes con la canción Ripples de su siguiente álbum.
Genesis continuó interpretándola en vivo tras la partida de Peter Gabriel y fue sacada del repertorio en 1984, reapareciendo primero en su gira "The Way We Walk" correspondiente a We Can't Dance de 1992 el último álbum de estudio con Collins como líder y vuelve a reaparecer muchos años después en su gira "Turn It On Again" (2007). Normalmente se le quitaba la primera estrofa de la canción, y Collins comenzaba cantando desde la segunda estrofa de la misma, de esta forma aparece grabada en el álbum Seconds Out (1977).
En 1999 fue grabada una nueva versión de la canción, reuniendo a los cinco miembros originales del grupo en el estudio, aunque no se encontraron los cinco simultáneamente en el estudio ya que cada uno grabó sus partes por separado.

## Apariciones
- La primera versión grabada en vivo de la canción aparece en el álbum Seconds Out de 1977. En este álbum aparece con el título de "The Carpet Crawl" y Collins comienza cantando la canción en la segunda estrofa de la misma, por lo que la primera estrofa no aparece.

- Una nueva grabación de la canción aparece en el álbum compilatorio Turn It On Again: The Hits del año 1999, donde se le da el nombre de "The Carpet Crawlers 1999". En esta nueva grabación tanto Peter Gabriel como Phil Collins hacen las partes vocales. Sin embargo, la última estrofa de la canción no es interpretada.

- Esta misma versión de la canción vuelve a aparecer en la nueva edición del álbum, Turn It on Again: The Hits - The Tour Edition del 2007.

- La versión 1999 aparece también en el sencillo que acompañó al lanzamiento de la canción en el álbum de ese mismo año. Viene acompañada de las canciones Turn It On Again y Follow You, Follow Me en el lado-B.

- Una versión remasterizada por Nick Davis de la versión original del álbum, aparece en el álbum compilatorio Platinum Collection del año 2004.

- También fue incluida en el repertorio de canciones interpretadas en los conciertos de la gira "Turn It On Again 2007", siendo publicada en el álbum Live Over Europe 2007.

## Versiones
- Fue grabada como un cover por el grupo francés Matis y aparece en su álbum "Encore", publicado en 2006.
- Aparece grabada en el álbum tributo "the Fox Lies Down" de John Ford.
- También fue interpretada por la banda de new wave llamada "Human Dramas".

## Formación
- Peter Gabriel: Voz
- Steve Hackett: Guitarra eléctrica, E-Bow
- Mike Rutherford: Guitarra de 12 cuerdas, pedaleras
- Phil Collins: Batería, coros
- Tony Banks: ARP Pro-Soloist, piano eléctrico RMI